# توبیاس فرانک
توبیاس فرانک (آلمانی: Tobias Franek؛ زادهٔ ۲۹ ژوئیهٔ ۱۹۹۶) دوچرخه‌سوار اهل اتریش است. وی در مسابقات دوچرخه‌سواری بی‌ام‌اکس جهان ۲۰۱۵ شرکت کرده است